# Шамболь, Франсуа-Адольф
Франсуа-Адольф Шамболь (фр. François-Adolphe Chambolle; 13 ноября 1802, Ла-Шатеньере, Вандея, Пеи-де-ла-Луар — 4 декабря 1883, Париж) — французский журналист, редактор и политик. Член палаты депутатов Франции.

## Биография
Сын французского офицера. Окончил школу в Сен-Жан-де-Мон. В 1817 году переехал в Париж, где изучал математику в Лицее Карла Великого.
Был сотрудником газеты «National», превратившейся в орган борьбы против Второй реставрации, где работал вместе с Каррелем, Тьером и Минье.
После Июльской революции 1830 года был назначен генеральным секретарем президиума Палаты депутатов.
В 1837 году возглавил редакцию умеренной газеты «Siècle», ставшей успешной и влиятельной; в 1848 году основал журнал «L’Ordre», который просуществовал до переворота 2 декабря 1851 года.
С 1838 по 1848 год был членом палаты депутатов.
Член Законодательное собрание Франции. В законодательном собрании поддерживал консерваторов, но когда между президентом и парламентским большинством возникли недоразумения, решительно высказался против первого.
При государственном перевороте 2 декабря 1851 года был заключен в Мазасскую тюрьму, затем изгнан из Франции. Вскоре ему было разрешено возвратиться в страну, но он не примирился с империализмом и, отказавшись от политики и журнальной деятельности, поступил на железнодорожную службу.
Шамболь был женат на Анне Женевьев Анрион де Сент-Аман (1800—1880), племяннице П. Анриона де Панси. От этого союза родился Артур Франсуа, барон Империи.